# Сандулли, Мария Алессандра
Мария Алессандра Сандулли (итал. Maria Alessandra Sandulli; род. 27 октября 1956, Неаполь) — судья Конституционного суда Италии (с 2025).

## Биография
Родилась 27 октября 1956 года в Неаполе. В 1977 году окончила юридический факультет университета Сапиенца.
С 1977 года преподавала в университете Сапиенца. В 1987 году стала профессором права публичной конкуренции университета Сапиенца.  
С 2001 года является профессором административного права юридического факультета Третьего Римского университета. 
В 2001 году преподавала административное право в университете Париж 1 Пантеон-Сорбонна в качестве приглашённого профессора.
С 2017 по 2020 год преподавала также право на здравоохранение в Третьем Римском университете.
С 1979 года являлась помощником адвоката, с 1984 года — адвокатом. С 1985 года получила право защищать интересы клиентов в Высшем Кассационном суде Италии.
Является главой юридической компании, специализирующейся на административном праве.
Является членом Коллегии гарантов по вопросам конституционного права Сан-Марино
Является членом исполнительного совета Школы государственного управления при Третьем Римском университете.
Является национальным координатором специализированных юридических школ Италии, членом учёного совета нескольких программ PhD.
Являлась членом и главой редакционной коллегии нескольких академических журналов, в том числе «Il Processo», «Federalismi.it», «Il Foro Amministrativo». Являлась обозревателем по вопросам права на здравоохранение, пандемии COVID-19, серии изданий «Contributi di diritto amministrativo» и «Studi sulla giustizia amministrativa».
Являлась членом редакционной коллегии журналов «Rivista Giuridica dell’Edilizia» и «Diritto e società».
Является редактором обзорного издания по вопросам административного прецедентного права журнала «Il Foro amministrativo».
Является членом научного совета нескольких академических журналов, в том числе «Rivista italiana di diritto pubblico comunitario», серии изданий, в том числе «L’unità del diritto», «Itinerari di diritto pubblico e di finanza pubblica», «I report del CeSDirSan».
С 2013 по 2016 год являлась президентом Итальянской ассоциации профессоров административного права.
С 2015 по 2020 год являлась президентом Ассоциации экологического права Италии.
Являлась президентом нескольких научных центров.
Являлась президентом, а также членом нескольких технических комитетов, составлявших проекты законодательных инициатив, в том числе комитета по проекту Административного процессуального кодекса Италии, Кодекса публичных контрактов, комитета по автономии регионов, комитета по определению уровней медицинской помощи.
Участвовала в нескольких конференциях. Участвовала, а также являлась координатором научных проектов по вопросам публичного права, административного права и права на здравоохранение.
В 2020 году основала Центр изучения права на здравоохранение Италии. Является директором данного центра. 
Судья Конституционного суда Италии (с 13 февраля 2025). Принесла присягу 19 февраля 2025 года.
Автор более 250 публикаций в сфере публичного и административного права.

## Награды
- Премия им. Альдо Мадзини Сандулли[итал.] (2015)